# Айрола
Айро̀ла (на италиански: Airola) е градче и община в Южна Италия, провинция Беневенто, регион Кампания. Разположено е на 270 m надморска височина. Населението на общината е 8062 души (към 2010 г.).